# Розгром Юденича
«Розгром Юденича» (інша назва — «Епізод з героїчної оборони Петрограда») — радянський історико-революційний художній фільм режисера Павла Петрова-Бітова, знятий на кіностудії «Ленфільм» за сценарієм Миколи Брикіна і Володимира Недоброво в 1940 році. Прем'єра фільму відбулася в 1941 році.

## Сюжет
Осінні дні 1919 року. Пролетаріат революційного Петрограда і бійці Червоної Армії мужньо борються проти білогвардійських частин генерала Юденича.

## У ролях
- Костянтин Скоробогатов —  робітник Іван Єгорович Іванов
- Олександр Чекаєвський —  Каширін
- Володимир Честноков —  Люденквіст
- Володимир Гардін —  генерал Юденич
- Олександр Віолінов —  барон
- Євген Григор'єв —  Ліхтерман
- Геннадій Мічурін —  Осокін
- Олександр Мельников —  маленький боєць
- Василь Софронов —  інженер Бахметьєв
- Павло Кадочников — Сенюшкін
- Костянтин Адашевський — Попов
- Віталій Поліцеймако — командир 21-ї Української дивізії
- Серафим Козьминський — М. І. Калінін
- Урсула Круг — жінка у натовпі
- Олена Кириллова — дружина Івана Єгоровича
- Георгій Куровський — офіцер
- Федір Федоровський — Федоров
- Сергій Поначевний — робітник
- Петро Андрієвський — полковник
- Микола Степанов — солдат
- Борис Феодосьєв — поручик
- Антоніна Павличева — Мукасєєва
- Олександр Мгебров — артист-читець
- Іван Неволін — епізод
- Олександр Мазаєв — англійський офіцер

## Знімальна група
- Режисер — Павло Петров-Бітов
- Сценаристи — Володимир Недоброво, Микола Брикін
- Оператор — Анатолій Назаров
- Композитор — Венедикт Пушков
- Художник — Петро Якимов